# 島根縣選舉區
島根縣選舉區，是日本国会参议院中在過去代表島根縣的选区，目前在参议院已經和鳥取縣合併成新選區。

## 選出議員
| 選舉屆數                | 奇数屆                    | 偶数屆                  |
| ----------------------- | ------------------------- | ----------------------- |
| 第1屆（1947年）         | 伊達源一郎 （無黨籍）     | 宇都宮登 （無黨籍）     |
| 第2屆（1950年）         | 伊達源一郎 （無黨籍）     | 櫻内義雄 （国民民主党） |
| 第2屆結果改正（1952年） | 伊達源一郎 （無黨籍）     | 小瀧彬 （自由党）       |
| 第3屆（1953年）         | 大達茂雄 （自由党）       | 小瀧彬 （自由党）       |
| 第3補（1955年）         | 佐野廣 （無黨籍）         | 小瀧彬 （自由党）       |
| 第4屆（1956年）         | 佐野廣 （無黨籍）         | 小瀧彬 （自由民主党）   |
| 第4補（1958年）         | 佐野廣 （無黨籍）         | 山本利寿 （自由民主党） |
| 第5屆（1959年）         | 佐野廣 （自由民主党）     | 山本利寿 （自由民主党） |
| 第6屆（1962年）         | 佐野廣 （自由民主党）     | 山本利寿 （無黨籍）     |
| 第7屆（1965年）         | 中村英男 （日本社会党）   | 山本利寿 （無黨籍）     |
| 第8屆（1968年）         | 中村英男 （日本社会党）   | 山本利寿 （自由民主党） |
| 第9屆（1971年）         | 中村英男 （日本社会党）   | 山本利寿 （自由民主党） |
| 第10屆（1974年）        | 中村英男 （日本社会党）   | 龜井久興 （自由民主党） |
| 第11屆（1977年）        | 成相善十 （自由民主党）   | 龜井久興 （自由民主党） |
| 第12屆（1980年）        | 成相善十 （自由民主党）   | 龜井久興 （自由民主党） |
| 第13屆（1983年）        | 成相善十 （自由民主党）   | 龜井久興 （自由民主党） |
| 第14屆（1986年）        | 成相善十 （自由民主党）   | 青木幹雄 （自由民主党） |
| 第15屆（1989年）        | 岩本久人 （無黨籍）       | 青木幹雄 （自由民主党） |
| 第16屆（1992年）        | 岩本久人 （無黨籍）       | 青木幹雄 （自由民主党） |
| 第17屆（1995年）        | 景山俊太郎 （自由民主党） | 青木幹雄 （自由民主党） |
| 第18屆（1998年）        | 景山俊太郎 （自由民主党） | 青木幹雄 （自由民主党） |
| 第19屆（2001年）        | 景山俊太郎 （自由民主党） | 青木幹雄 （自由民主党） |
| 第20屆（2004年）        | 景山俊太郎 （自由民主党） | 青木幹雄 （自由民主党） |
| 第21屆（2007年）        | 龜井亞紀子 （国民新党）   | 青木幹雄 （自由民主党） |
| 第22屆（2010年）        | 龜井亞紀子 （国民新党）   | 青木一彦 （自由民主党） |
| 第23屆（2013年）        | 島田三郎 （自由民主党）   | 青木一彦 （自由民主党） |

## 相關項目
- 鳥取縣·島根縣選舉區
- 島根縣第1区
- 島根縣第2区
- 島根縣知事列表